# Allèves
Allèves település Franciaországban, Haute-Savoie megyében. Lakosainak száma 404 fő (2022. január 1.). Allèves Arith, Bellecombe-en-Bauges, Cusy, Gruffy és Leschaux községekkel határos.

## Népesség
A település népességének változása:
| Lakosok száma | 383  | 400  | 417  | 411  | 415  | 415  | 411  | 408  | 404  |
|               | 2013 | 2015 | 2016 | 2017 | 2018 | 2019 | 2020 | 2021 | 2022 |